# Seznam forem vlády
Forma vlády nebo státní zřízení označuje vnitřní politické uspořádání státu. Viz také forma státu a politický režim.

## Forma vlády podle původu moci
Zde jsou seřazeny formy státu podle způsobu vlády
- Autokracie — autokratické způsoby vlády
  - Absolutismus, historicky též osvícenský absolutismus
  - Despocie
  - Diktatura
  - Totalitarismus (Fašismus, Nacismus, Komunismus)
  - Tyranie

- Demokracie — demokratické způsoby vlády
  - Přímá demokracie
  - Zastupitelská demokracie
- Hybridní režim

## Forma státu (podle hlavy státu)
Monarchie – vláda jedince (obvykle dědičná), diarchie – společná vláda dvou osob (v současnosti politický systém v Andoře a San Marinu)
- absolutní monarchie
- konstituční monarchie
- teokratická monarchie

Republika – vláda volené hlavy státu (případně kolegia)
- ultraprezidentská republika
- prezidentská republika
- poloprezidentská republika
- parlamentní republika
- islámská republika – Írán, Pákistán

Teokracie

## Typy státu podle uspořádání
- Unitární stát
- Regionální stát
- Federace
- Konfederace
- Říše
- Protektorát

Zvláštními případy jsou:
- Personální unie, dynastická unie
- Reálná unie

## Jiné
Dále se v politologii a státovědě používají označení státních zřízení a forem buď historických nebo jako označení politického režimu. Příkladem
- anokracie
- byrokracie – úřednická vláda
- eurokracie
- femokracie
- futarchie
- gerontokracie – vláda starců
- kleptokracie
- korpokracie
- meritokracie
- monokracie
- plutokracie
- policejní stát
- pornokracie
- právní stát – vláda práva (zákona)
- sofokracie – vláda moudrých
- stratokracie
- technokracie
- ochlokracie – vláda lůzy, lůzovláda

### Historické formy
- aristokracie (Aristoteles)
- despocie
- diktatura (viz římský diktátor)
- oligarchie
- teokracie, hierokracie, klerikarismus
- tyrannis (starověké Řecko)

### Fikce
- magokracie
- egokracie